# Coleiro-do-norte
O Sporophila americana, também conhecido por coleiro-do-norte, coleira-do-brejo-do-amazonas ou patativa (no Pará) é uma espécie de ave passeriforme da família Thraupidae pertencente ao grande gênero Sporophila. É nativo do norte da América do Sul.

## Distribuição e habitat
Está distribuído pelas regiões costeiras do nordeste da América do Sul, desde o nordeste da Venezuela, Trinidad e Tobago, Guiana, Suriname, Guiana Francesa e na porção centro-sul-leste da Amazônia brasileira até o nordeste da Bolívia; e também no oeste da bacia amazônica, do sudeste da Colômbia, leste do Equador, oeste da Amazônia brasileira e leste do Peru.
Esta espécie é considerada pouco comum em seu habitat preferido: áreas de gramíneas e arbustos abertos ou semiabertos, incluindo áreas cultivadas abaixo de 400 m de altitude.

## Estado de conservação
Continua bastante comum no Suriname, na Guiana Francesa e em partes do Brasil e, portanto, é considerado de menor preocupação no catálogo de espécies ameaçadas da IUCN. É raro ou incomum na Venezuela e na Guiana.

### Ameaças
Esta espécie continua a ser capturada para o comércio clandestino de aves selvagens na maior parte da sua área de distribuição.

## Descrição
Tem um comprimento total de aproximadamente 11 cm. Os machos adultos têm um bico preto relativamente grosso. As partes superiores são pretas, exceto pela garupa cinza (na verdade preta e branca, com listras finas, mas que só é visível de perto) e duas barras laterais brancas características, a inferior geralmente menor. A parte inferior é branca, exceto por um amplo colar peitoral preto, às vezes reduzido ou incompleto, e manchas pretas nas faces superiores. A fêmea tem cor marrom, dorso oliva claro e ventre ocre-oliva. Os espécimes juvenis assemelham-se às fêmeas adultas.

## Comportamento
Normalmente é visto aos pares ou em pequenos grupos, não se juntando a outros grupos de Sporophilas.

### Alimentação
Sua dieta consiste em grãos e sementes. Eles também foram observados consumindo frutas, como as de Trema micrantha, e capturando isópteros em voo.

### Reprodução
O ninho, em formato de xícara rasa, é tecido pela fêmea, em árvores a até 4 m do solo, onde incuba dois ovos esverdeados manchados de marrom.

### Vocalização
A música é variável, mas geralmente é uma série rápida e bastante longa de notas musicais embaralhadas.

## Sistemática

### Descrição original
A espécie S. Americana foi descrita pela primeira vez pelo naturalista alemão Johann Friedrich Gmelin em 1789 sob o nome científico Loxia americana; a localidade-tipo é: "Caiena, Guiana Francesa".

### Etimologia
O nome genérico feminino Sporophila é uma combinação das palavras gregas "sporos" que significa 'semente', e "philos" que significa 'amante'; e o nome da espécie "americana" refere-se ao continente americano.

### Taxonomia
As espécies Sporophila corvina e Sporophila murallae, anteriormente consideradas coespecíficas da atual, foram separadas com base nos estudos de Stiles (1996), e na aprovação da Proposta No 287 ao Comitê Sul-Americano de Classificação (SACC).
No entanto, o estatuto taxonómico de S. murallae foi reavaliado em 2022 pelo SACC na Proposta No 932, onde se verificou uma ampla sobreposição nas características da plumagem e uma redução significativa na lacuna geográfica entre as distribuições de S. murallae e S. americana; Como consequência, o tratamento foi aprovado como subespécie S. americana murallae, com alguns taxonomistas acreditando que pode ser apenas uma variação clinal, nem mesmo merecendo a classificação de subespécie. O Congresso Ornitológico Internacional (COI) e a lista de verificação de Clements/eBird também seguem o tratamento como uma subespécie.

### Subespécies
De acordo com as classificações do Congresso Ornitológico Internacional (IOC) e Clements Checklist/eBird, são reconhecidas três subespécies, com a sua correspondente distribuição geográfica:
- Sporohila americana americana (Gmelin, 1789) – nordeste da Venezuela (Sucre ao sul até Delta Amacuro) em direção ao leste através das Guianas, Tobago e norte do Brasil (Amapá e nordeste do Pará), também registrado no Maranhão[14] e ao norte do Tocantins.[15]
- Sporophila americana dispar (Todd, 1922 – médio e baixo rio Amazonas, de Manacapuru, na margem norte, e rio Juruá, na margem sul, a leste de Santarém, no Brasil.
- Sporophila americana murallae (Chapman, 1915) – sudeste da Colômbia, leste do Equador, nordeste do Peru e adjacências da Amazônia ocidental do Brasil.